# Бронепалубные крейсера типа «Линдер»
Бронепалубные крейсера типа «Линдер» (IPA: [liˈændər] — «Леандр») — серия бронепалубных крейсеров 2-го класса британского королевского флота, построенная в 1880-х гг. Являлись развитием типа «Айрис» (англ. Iris). Стали первыми британскими крейсерами, получившими броневую палубу со скосами. Всего было построено 4 единицы: «Линдер» (англ. Leander), «Аретьюза» (англ. Arethusa), «Фаэтон» (англ. Phaeton), «Амфион» (англ. Amphion). Их дальнейшим развитием стали крейсера типа «Ривер».

## Проектирование
Проект продолжил линию британских крейсеров 2-го класса, начатую «Ирисом». Основными отличиями от прототипа стали: стальная броневая палуба, полностью закрывавшая сверху машинно-котельное отделение и впервые получившая скосы по бортам, усовершенствованные машины и резко выросшая дальность плавания.

## Служба
- «Линдер» — заложен 14 июня 1880 г., спущен 28 октября 1882 г., в строю с 29 мая 1885 г.
- «Аретьюза» — заложен 14 июня 1880 г., спущен 23 декабря 1882 г., в строю с 1886 г.
- «Фаэтон» — заложен 14 июня 1880 г., спущен 27 февраля 1883 г., в строю с 20 апреля 1886 г.
- «Амфион» — заложен 25 апреля 1881 г., спущен 13 октября 1883 г., в строю с 1887 г.